# Badminton na OI 2016.
Badminton na OI 2016. u Rio de Janeiru održavao se od 11. do 20. kolovoza. Natjecanja su se održavala u četvrtom paviljonu Riocentra.  Natjecalo se ukupno 172 sportaša u pet disciplina muškarci pojedinačno, žene pojedinačno, muški parovi, ženski parovi i mješoviti parovi.

## Osvajači odličja
| Disciplina           | Zlato                                    | Srebro                                         | Bronca                                              |
| Muškarci pojedinačno | Chen Long NR Kina                        | Lee Chong Wei Malezija                         | Viktor Axelsen Danska                               |
| Muški parovi         | NR Kina Fu Haifeng Zhang Nan             | Malezija Goh V Shem Tan Wee Kiong              | Ujedinjeno Kraljevstvo Chris Langridge Marcus Ellis |
| Žene pojedinačno     | Carolina Marín Španjolska                | P. V. Sindhu Indija                            | Nozomi Okuhara Japan                                |
| Ženski parovi        | Japan Misaki Matsutomo Ayaka Takahashi   | Danska Christinna Pedersen Kamilla Rytter Juhl | Južna Koreja Jung Kyung-eun Shin Seung-chan         |
| Mješoviti parovi     | Indonezija Tontowi Ahmad Liliyana Natsir | Malezija Chan Peng Soon Goh Liu Ying           | NR Kina Zhang Nan Zhao Yunlei                       |